# Ахая (римска провинция)
 Тази статия е за римската провинция.  За областната единица в Гърция вижте Ахая.  
Ахея (на латински: Achaea, на гръцки: Αχαΐα) е римска провинция в южната част на Балканския полуостров, последователно част от Римската република, Римската империя и Източната Римска империя.

## История
Образувана е около 27 година пр. Хр. от южните части на провинция Македония, включвайки полуостров Пелопонес и територии на север от Коринтския провлак и на юг от Термопилите. Първоначално провинциална столица е Коринт. При административните реформи в Източната римска империя в края на VII век провинцията е разделена между темите Елада и Пелопонес.

## След римския период
Гийом дьо Шамплит и Жофроа дьо Вилардуен, рицари от Четвъртия кръстоносен поход, създават княжество Ахая (1205–1430). Техният наследник Гийом II дьо Вилардуен строи впечатляващи крепости при Майна, Мистра и Монемвасия. След 1262 г. византийската власт бавно завоюва южната част на латинското княжество, а през 1349 г. Йоан VI Кантакузин консолидира тази византийска територия в деспотството Морея, управлявано от Мистра. Намесата на намниците от Наварската компания в Ахая в края на 14 век отслабва съпротивата срещу османците, които завладяват княжеството през 1430 г.